# Денні Пуді
Деніел Марк Пуді (англ. Daniel Mark Pudi, нар. 10 березня 1979) — американський актор та комік. Відомий за телесеріалом «Спільнота».

## Біографія
Пуді має індійські та польські корені, батько — Абрахам Пуді родом з Індії, а мати — Тереза Комендант, яка за фахом програміст та аналітик, з Польщі. Він народився та виріс в Чикаго, проте, крім англійської, з дитинства розмовляє польською, переважно зі своєю матір'ю та бабусею.
Пуді відвідував коледж Нотр-Дам в Найлсі, що в штаті Ілінойс. Також вивчав танці в Чикаго та навчався в університеті Маркетта в Мілвокі, що в штаті Вісконсин, який закінчив з дипломом в області зв'язку та акторської майстерності в 2001 році.

## Фільмографія
| Рік       |    | Українська назва                  | Оригінальна назва                          | Роль                            |
| --------- | -- | --------------------------------- | ------------------------------------------ | ------------------------------- |
| 2006      | с  | Невідкладна допомога              | ER                                         | Махір Кардатай                  |
| 2006      | с  | Дівчата Гілмор                    | Gilmore Girls                              | Радж                            |
| 2006      | с  | Західне крило                     | The West Wing                              | Сантос Айді                     |
| 2007      | кф | Шоу копів                         | Cop Show                                   | Саффа                           |
| 2007—2008 | с  | Грецька                           | Greek                                      | Санджай                         |
| 2008      | с  | Шоу Біллі Інгвала                 | The Bill Engvall Show                      | Джош                            |
| 2009—2015 | с  | Спільнота                         | Community                                  | Ебед Надір                      |
| 2009      | ф  | Дорожня пригода 2                 | Road Trip: Beer Pong                       | Араш                            |
| 2009      | кф | Тітонька Нілам: Міжнародний скарб | Nilam Auntie: An International Treasure    | Мелвін                          |
| 2010      | кф | Розпродаж                         | Blowout Sale                               | Глен                            |
| 2011      | с  | Звабливі та вільні                | Cougar Town                                | Чад                             |
| 2011      | мс | Робоцип                           | Robot Chicken                              | Різні голоси                    |
| 2011      | с  | Чак                               | Chuck                                      | Валі Чандрасекаран              |
| 2011      | ф  | Повністю завантажений             | Fully Loaded                               | Денні                           |
| 2011      | мф | Червона Шапка проти Зла           | Hoodwinked Too! Hood vs. Evil              | Маленький хлопчик в голубому    |
| 2012      | с  | Книжковий клуб                    | The Book Club                              | Денні                           |
| 2012      | кф | Лідер упаковки                    | Leader of the Pack                         | Даг                             |
| 2012      | ф  | Подорож провини                   | The Guilt Trip                             | Санджай                         |
| 2012      | мф | Флетландія 2: Сфероланд           | Flatland 2: Sphereland                     | Пункто                          |
| 2013      | с  | Красуні в Клівленді               | Hot in Cleveland                           | Томмі                           |
| 2013      | с  | Королівські болі                  | Royal Pains                                | Ґарретт                         |
| 2013      | ф  | Гарненька                         | The Pretty One                             | Доктор Рао                      |
| 2013      | ф  | Віджей і я                        | Vijay and I                                | Ред                             |
| 2013      | ф  | Лицарі королівства Крутизни       | Knights of Badassdom                       | Ландо                           |
| 2014      | мс | Ренді Каннінгем: 9-й клас ніндзя  | Randy Cunningham: 9th Grade Ninja          | Левандер Гарт                   |
| 2014      | ф  | Перший месник: Друга війна        | Captain America: The Winter Soldier        | Ком. тех (камео)                |
| 2015      | с  | Читачі новин                      | Newsreaders                                | Іван Фоландж                    |
| 2015      | мс | ТріпТанк                          | TripTank                                   | Різні голоси                    |
| 2015      | ф  | Суперстюард                       | Larry Gaye: Renegade Male Flight Attendant | Натан Вігнес                    |
| 2016      | с  | Доктор Кен                        | Dr. Ken                                    | Тофер                           |
| 2016      | с  | Солоний та Арахіс                 | Pickle and Peanut                          | Байк Джампер                    |
| 2016      | с  | Великі уми з Деном Гармоном       | Great Minds with Dan Harmon                | Будда                           |
| 2016      | с  | Енджі Трайбека                    | Angie Tribeca                              | Гарт Твіднер                    |
| 2016      | с  | Хай завтра буде краще             | Better Things                              | Денні                           |
| 2016      | ф  | Мисливець на тигрів               | The Tiger Hunter                           | Самі Малік                      |
| 2016      | кф | Прийнято до прибиральника         | Taken to the Cleaner                       | Біллі                           |
| 2016      | ф  | Стартрек: За межами Всесвіту      | Star Trek Beyond                           | Фі'Джа (камео)                  |
| 2016      | ф  | Після падіння Сонця               | After the Sun Fell                         | Адам                            |
| 2017      | с  | Безсилі                           | Powerless                                  | Тедді                           |
| 2017      | с  | Гостьова книга                    | The Guest Book                             | Тім                             |
| 2017      | с  | Ти хочеш побачити мертве тіло?    | Do You Want To See a Dead Body?            | Себе                            |
| 2017—2018 | мс | Качині історії                    | DuckTales                                  | Г'юї                            |
| 2017      | мф | Смурфики: Загублене містечко      | Smurfs: The Lost Village                   | Розумник                        |
| 2017      | вг | Хартстоун: Герої Варкрафту        | Hearthstone: Heroes of Warcraft            | Професор Джордж Герберт Дойл IV |
| 2020—2025 | мс | Мітичний квест                    | Mythic Quest                               | Бред Бакші                      |
| 2021      | с  | Дзвінки                           | Calls                                      | доктор Бурман                   |

### Виробництво
| Рік  |     | Українська назва  | Оригінальна назва | Роль                                          |
| ---- | --- | ----------------- | ----------------- | --------------------------------------------- |
| 2010 | кф  | Розпродаж         | Blowout Sale      | Сценарист                                     |
| 2012 | с   | Книжковий клуб    | The Book Club     | Продюсер                                      |
| 2014 | док | Коротко 30 для 30 | 30 for 30 Shorts  | Режисер (короткометражка)                     |
| 2014 | док | Вийманий          | Untucked          | Режисер, продюсер, сценарій (короткометражка) |

## Нагороди та номінації
| Рік  | Нагорода                                 | Категорія                                           | Номінація   | Результат |
| ---- | ---------------------------------------- | --------------------------------------------------- | ----------- | --------- |
| 2011 | «Премія Асоціації телевізійних критиків» | Індивідуальні досягнення в комедії                  | «Спільнота» | Номінація |
| 2011 | «Телевізійна премія Вибір критиків»      | Найкращий актор другого плану в комедійному серіалі | «Спільнота» | Номінація |
| 2012 | «Премія TV Guide»                        | Улюблений ансамбль                                  | «Спільнота» | Перемога  |
| 2012 | «Телевізійна премія Вибір критиків»      | Найкращий актор другого плану в комедійному серіалі | «Спільнота» | Номінація |
| 2013 | «Телевізійна премія Вибір критиків»      | Найкращий актор другого плану в комедійному серіалі | «Спільнота» | Номінація |